# Rezonans akustyczny
Rezonans akustyczny – zjawisko rezonansu zachodzące dla fal dźwiękowych, polegające na pobieraniu energii fal akustycznych przez układ akustyczny ze źródła drgań o częstotliwościach równych lub zbliżonych do częstotliwości drgań własnych układu, w wyniku czego dochodzi do generowania, wzmacniania lub filtrowania drgań o tych częstotliwościach.
Występowanie rezonansu jest istotnym zjawiskiem dla funkcjonowania akustycznych instrumentów muzycznych, gdyż umożliwia generowanie wybranego tonu, np. przez flet czy trąbkę. Pudła rezonansowe akustycznych instrumentów strunowych wzmacniają dźwięk generowany przez strunę i nadają ton instrumentowi.

## Rezonans struny

Kolejne drgania harmoniczne struny

Napięte struny mają częstotliwości rezonansowe bezpośrednio związane z masą, długością i napięciem. Wykorzystano to w licznych instrumentach strunowych takich jak: lutnie, harfy, gitary, pianina, skrzypce i wielu innych. Fala, która tworzy pierwszy (podstawowy) rezonans w strunie jest równa podwójnej długości struny. Wyższe rezonanse odpowiadają długościom fal, które są całkowitą wielokrotnością podstawowej długości fali. Powstająca w strunie fala porusza się z prędkością {\displaystyle v,} w związku z tym w strunie powstają tylko drgania o częstotliwościach:
{\displaystyle f={\frac {nv}{2L}}.}
Prędkość fali w strunie zależy od siły naciągu {\displaystyle T} oraz masy na jednostkę długości {\displaystyle \rho {:}}
{\displaystyle v={\sqrt {\frac {T}{\rho }}}.}
Z powyższych wzorów wynika:
{\displaystyle f={\frac {n{\sqrt {\frac {T}{\rho }}}}{2L}}.}
gdzie:
{\displaystyle L} – długość struny,
{\displaystyle n} – liczba naturalna 1, 2, 3,…,
{\displaystyle v} – prędkość fali w strunie,
{\displaystyle T} – naciąg,
{\displaystyle \rho } – masa na jednostkę długości struny.
Z powyższego wynika, że struna generuje dźwięk o danej częstotliwości i jej składowe harmoniczne. Częstotliwość dźwięku generowanego przez strunę zależy od długości struny i jej napięcia; skrócenie struny lub zwiększenie jej napięcia zwiększa częstotliwości rezonansowe. Zmiana naprężenia struny jest stosowana głównie do strojenia instrumentów. W niektórych instrumentach, takich jak gitara, przez zmianę długości części swobodnej struny zmienia się częstotliwość drgań struny.
Gdy struna jest pobudzona do drgań przez impuls zewnętrzny (szarpnięcie palcem, uderzenie młoteczkiem) wibruje na wszystkich częstotliwościach występujących w impulsie, lecz w wyniku rezonansu fal odbitych od końców strun bardzo szybko częstotliwości, które nie są jedną z częstotliwości rezonansowych, są osłabiane i zanikają, co sprawia, że słyszany jest tylko jeden ton muzyczny. Proporcje między częstotliwościami harmonicznymi zależą od sposobu pobudzenia struny i rezonansów między struną i innymi elementami akustycznymi.

## Rezonans kolumn powietrza
Fala dźwiękowa, poruszając się w powietrzu, odbija się od ścianek naczynia i innych przeszkód, a w wyniku tego dochodzi do rezonansów. Częstotliwości rezonansu w rurce są uzależnione od długości rurki, jej kształtu oraz od tego, czy jest zamknięty, czy otwarty jej koniec. Muzycznie przydatne kształty są cylindryczne bądź stożkowe. Flet zachowuje się jak otwarta cylindryczna rura, klarnet i inne instrumenty blaszane zachowują się jak zamknięta rura cylindryczna, a saksofon, obój i fagot – jak zamknięte rury stożkowe. Najistotniejszy jest jednak fakt, że wibracja kolumn powietrza posiada rezonanse harmoniczne, podobnie jak struna.

Pierwsze trzy rezonanse w otwartej rurze. Wykres przedstawia ciśnienie.

Pierwsze trzy rezonanse w zamkniętej cylindrycznej rurze.

Komory rezonansowe, które mają sztywne ścianki, a ich poprzeczny wymiar jest pomijalny, dzieli się na:
- otwarte na obu końcach, określane jako „otwarte”;
- otwarte na jednym końcu i zamknięte sztywną powierzchnią na drugim końcu, określane jako „zamknięte”.

### Otwarte cylindryczne
Częstotliwości rezonansowe otwartych cylindrycznych rur są określone wzorem:
{\displaystyle f={\frac {nv}{2L}}.}
Dokładniejszy wzór uwzględniający zjawiska zachodzące przy końcu rury ma postać:
{\displaystyle f={\frac {nv}{2(L+0{,}8d)}},}
gdzie:
{\displaystyle n} – liczba naturalna 1, 2, 3,…,
{\displaystyle L} – długość rury,
{\displaystyle v} – prędkość dźwięku w powietrzu (w przybliżeniu równa 344 m/s w 20 °C),
{\displaystyle d} – średnica rury.
Równanie to uwzględnia fakt, że punkt, w którym fala dźwiękowa odbija się w otwartym końcu nie jest położony idealnie na końcu rurki, ale w niewielkiej odległość poza nią. Zjawisko to wynika z faktu, że współczynnik odbicia fali na otwartym końcu rurki jest nieco mniejszy niż 1; otwarty koniec nie zachowuje się jakby miał nieskończoną impedancję akustyczną, lecz o skończonej wartości, która jest zależna od średnicy rury, długości fali, jak i ewentualnie obecnych wokół otwartego końca rury ciał odbijających dźwięk.

### Jednostronnie zamknięte cylindryczne
Częstotliwości rezonansowe zamkniętego cylindra wynikają z faktu, że w słupie powietrza mieści się nieparzysta liczba ćwiartek długości fali. Są one zatem określone przybliżonym wzorem:
{\displaystyle f={\frac {nv}{4L}},}
gdzie {\displaystyle n} oznacza kolejne naturalne liczby nieparzyste (1, 3, 5,…).
Tego typu rurki wytwarzają dźwięk zawierający tylko nieparzyste harmoniczne częstotliwości podstawowej. Dźwięk podstawowy jest jedną oktawę niższy (czyli połowa częstotliwości) niż w przypadku otwartego cylindra o tej samej długości.
Dokładniejszy wzór uwzględniający zjawiska zachodzące przy końcu rury:
{\displaystyle f={\frac {nv}{4(L+0{,}4d)}}.}

### Stożkowe
Otwarte rury, takie że jeden ich koniec zwiększa przekrój, przypominając stożek, mają częstotliwości rezonansowe w przybliżeniu równe częstotliwościom rezonansowym otwartych cylindrycznych rur o tej samej długości.
Częstotliwości rezonansowe rur stożkowych zamkniętych z jednej strony – kompletny stożek lub ścięty – spełniają bardziej skomplikowany warunek:
{\displaystyle kL=n\pi -{\frac {1}{{\text{tg}}(kx)}},}
gdzie {\displaystyle k} – liczba falowa spełniająca warunek:
{\displaystyle k=2\pi {\frac {f}{v}},}
gdzie {\displaystyle x} – odległość od węższego końca rury do wierzchołka stożka. Gdy {\displaystyle x} jest małe, tzn. gdy stożek jest już prawie cały (nieścięty), to wzór przyjmuje postać:
{\displaystyle k(L+x)\approx n\pi ,}
prowadząc do częstotliwości rezonansowych w przybliżeniu równych do tych w przypadku otwartej rurki, których długość jest równa {\displaystyle L+x.} Inaczej mówiąc, pełne stożkowe rury zachowują się jak otwarte rury cylindryczne o tej samej długości.